# Stanisław Zarzycki (teolog)
Stanisław Zarzycki (ur. w 1955) – polski duchowny, dr hab. nauk teologicznych, profesor nadzwyczajny Instytutu Teologii Duchowości Wydziału Teologii Katolickiego Uniwersytetu Lubelskiego Jana Pawła II.

## Życiorys
27 marca 1995 obronił pracę doktorską pt. Serce w kształtowaniu postaw człowieka i w realizacji jego powołania do świętości według Dietricha von Hildebranda, otrzymując doktorat, a 9 grudnia 2008 habilitował się na podstawie dorobku naukowego i pracy zatytułowanej Rozwój życia duchowego i afektywność. Studium na podstawie pism św. Franciszka Salezego.
Pełni funkcję profesora nadzwyczajnego w Instytucie Teologii Duchowości na Wydziale Teologii Katolickiego Uniwersytetu Lubelskiego Jana Pawła II. Jest specjalistą w zakresie teologii duchowości.

## Publikacje
- 1996: Duchowość pallotyńska a duchowość chrześcijańska[3]
- 2008: Rozwój życia duchowego i afektywność. Studium na podstawie pism św. Franciszka Salezego[4]
- 2013: O żywą wiarę i miłość : przynagleni do udziału w nowej ewangelizacji[1]